# Karwitz
Karwitz település Németországban, azon belül Alsó-Szászország tartományban. Lakosainak száma 773 fő (2023. december 31.).

## Népesség
A település népességének változása:
| Lakosok száma | 737  | 726  | 733  | 751  | 778  | 773  |
|               | 2016 | 2017 | 2019 | 2021 | 2022 | 2023 |